# Цыгане в России
Цыгане в России представлены различными цыганскими этническими группами. В силу больших региональных отличий цыганские группы в России характеризуются сильной фрагментацией по языковому и религиозному признакам. При этом российские цыгане имеют общие черты в плане образа жизни и быта.
Первые сведения о цыганах в России относятся к XVIII веку. В новейшее время цыгане — одна из наиболее бесправных и дискриминируемых групп населения России.

## История
К XVI веку многие цыгане, жившие в Центральной и Восточной Европе, работали музыкантами, мастерами по металлу и служили солдатами. Первые упоминания о цыганах в России относятся ко времени императрицы Анны Иоановны (1733). В 1774 году граф А. Г. Орлов-Чесменский основал в Пушкино цыганскую капеллу (хор), получившую известность как Соколовский хор, по имени своего первого руководителя, главы цыган Ивана Соколова. В 1783 году в Российской империи цыгане были причислены к государственным крестьянам, однако им было разрешено приписываться к любому сословию. Историческая ситуация в России иногда приводится как пример сравнительно хорошего положения цыган. В Российской империи цыгане не преследовались по национальному признаку, существовало богатое цыганское купечество, городские цыгане роднились с дворянскими семьями, включая царскую семью. Русская литература восхищалась «цыганской свободой» и национальным характером. Кочующие цыгане часто зимовали в крестьянских домах.
В советском обществе цыгане могли играть любые роли, «от генерала до узника совести». В СССР цыгане имели доступ к образованию и трудовым местам. Было востребованным и популярным цыганское искусство, от сельского клуба до правительственного концерта в Кремле. Сформировалась цыганская интеллигенция, получившая международное признание. В 1920—1930-е годы был принят ряд постановлений, направленных на переход цыган к оседлой жизни. Были созданы цыганские колхозы, в Москве, Ленинграде и др. городах действовали цыганские школы, а также Цыганский педагогический техникум.
В 1920—1930-е годы были предприняты попытки создать литературный цыганский язык, что определялось национальной политикой раннего СССР, стремившегося поддерживать культуру малых народов. В качестве основы был использован язык русских цыган с добавлением литературных заимствований из других диалектов. Выбор, предположительно, был обусловлен наибольшей степенью ассимилированности русских цыган, многие из которых имели начальную грамотность и в большей степени были подвержены большевистской идеологии. Согласно политике большевиков, культура угнетавшихся в дореволюционное время малых народов с приходом новой власти должна была стать социалистической по содержанию, оставаясь национальной по форме. В основном на новом литературном цыганском языке издавались и рассылались по колхозам переводы марксистско-ленинистской литературы, речей Ленина, позднее Сталина, постановления партии. Также издавалось много художественной оригинальной литературы, которая изначально писалась на цыганском языке. Однако в целом масштабы этой деятельности были незначительные. С конца 1930-х до 1970-х годов в СССР научное изучение цыган было под фактическим запретом.
В 1925 году в СССР цыганскими активистами был поднят вопрос создания цыганской автономии. Руководство Всероссийского союза цыган неоднократно ставило вопрос создания цыганского национального района, который должен развиться до цыганской автономной республики. В рамках обсуждении проекта Конституции 1936 года поднимался вопрос создания цыганской национальной советской республики. Идея создания цыганской территориальной автономии в те годы получила некоторую поддержку кочующих цыган. В 1936 году совещание Советом Национальностей ЦИК СССР было принято решение начать подготовительную работу в направлении создания цыганской автономии. Было издано соответствующее Постановление Президиума ВЦИК. Проводились комплексное обследование мест возможного национального образования в Западно-Сибирском крае, а также ряд других подготовительных работ. Рассматривалось несколько территорий в регионах Поволжья, Урала и Сибири. Организованный в Куйбышевском крае цыганский колхоз «Нэви бахт» («Новое счастье») предполагался как база для цыганского района. Смена курса советской национальной политики в 1937 году и отказ от районирования по национальному признаку отменили планы по созданию цыганской автономии.
В 1920-х — первой половине 1930-х годах применялось понятие «иностранные цыгане» — подданные Австро-Венгерии, Румынии, Сербии, Греции и др. стран, перекочевавшие в пределы Российской империи в последние десятилетия XIX века и особенно в начале XX века, до начала Первой мировой войны. Эти цыгане были полукочевниками, но обычно уже в модернизированных формах, перемещаясь, часто используя при этом железнодорожный транспорт, в более крупные города России в поисках работы по изготовлению и ремонту медных изделий, в основном котлов и посуды, или иной временной работы. Они пользовались своими документами иностранных граждан, которые требовалось заверять раз в год в иностранных посольствах, что давало возможность цыганам пользоваться налоговыми льготами — ими почти не платились налоги. Преимущественно эти цыгане были из групп кэлдэраров из разных семейных сообществ, а также ловари.
После Октябрьской революции часть «иностранных цыган» осталась в СССР. По инерции они не спешили получать советское гражданство и терять свой статус иностранных граждан; в 1917 году были отменены внутренние паспорта, в 1920-х годы использовались различные личные документы; во Всесоюзной переписи 1926 года имелась категория «иностранцы». Ситуация кардинально изменилась в связи с принятием Постановления ЦИК и СНК СССР от 27 декабря 1932 г. «Об установлении единой паспортной системы по Союзу ССР и обязательной прописки паспортов». Паспорта получали не все категории граждан и являлись обязательными только для определённых как «постоянно проживающие в городах, рабочих поселках, работающие на транспорте, в совхозах и на новостройках». Большое число цыган, не имевших прописки ввиду кочевого образа жизни, лишились возможности получения документов, удостоверяющих личность. Ими был сохранён неопределённый гражданский статус, и им запрещалось проживать в городах, рабочих посёлках и совхозах. Ситуация ухудшилась с началом массовой коллективизации и острой нехватки продуктов питания. Экономическое положение в стране вынудило власти ввести хлебные карточки в 1929 году и общесоюзную карточную систему распределения основных продуктов питания и непродовольственных товаров в 1931 году. Эти меры обрекли значительную часть населения страны, в том числе преобладающую часть цыган, прежде всего кочевых, на существование за пределами государственной системы обеспечения продуктами питания. Кроме того, в некоторые города, привилегированные в снабжении продуктами питания, доступ был особенно строго ограничен — Москва, Ленинград, Минск, Киев, Одесса, Харьков, Ростов-на-Дон, Владивосток и др..
К лету 1933 году десятки цыганских таборов сосредоточились в окрестностях Москвы в поисках пропитания. Летом 1933 года органы ОГПУ провели массовую депортацию кочующих цыган из окрестностей Москвы, что проводилось в рамках общих действий властей по «зачистке» столицы и крупных городов от «нежелательного антисоциального и деклассированного элемента». Основанием стало Постановление СНК СССР от 20 апреля 1933 года об организации трудовых поселений. В рапорте на имя Генриха Ягоды от 10 июля 1933 года его автор Израиль Плинер, занимавший тогда пост помощника начальника ГУЛАГа НКВД СССР, называл депортированных «иностранными цыганами».
В 1935—1945 годах нацисты и их пособники организовали и осуществили уничтожение от 200 тысяч до 1,5 млн цыган на территории Германии, а затем во время Второй мировой войны — и других стран Европы. Нацистская политика в отношении рома и синти определялась псевдонаучными расистскими теориями и средневековыми представлениями о египетском происхождении цыган. Хотя цыгане представлялись очень низкими в нацистской «расовой иерархии», считалось, что они имеют некоторые отдалённые «арийские» корни, которые, однако, были впоследствии испорчены. С осени 1941 года на оккупированных территориях СССР наряду с массовыми убийствами евреев начались массовые убийства цыган. Айнзацгруппы уничтожали встреченные на их пути таборы. Начиная с весны 1942 года уничтожались не только кочевые цыгане, но также и оседлые семьи. Несколько позже геноцид по национальному признаку дополнился акциями «антипартизанской войны». В 1943—1944 годах цыгане уничтожались вместе со славянами при сожжении «партизанских деревень», при борьбе подпольщиками в городах. Наиболее массовые истребления цыганского населения зафиксированы на Западной Украине (см. также Бабий яр), в Смоленской, Ленинградской и Псковской областях. Зарубежные исследователи считают, что на оккупированной территории СССР было убито не менее 30 тысяч цыган. В годы Великой Отечественной войны Советская армия и партизаны спасали цыганский народ от истребления немецкими нацистами и их пособниками.
С 1956 года принимались законы, запрещающие кочевой образ жизни. Переход к оседлому образу жизни способствовал интеграции цыган в современное общество.
В 1989 году создано Московское цыганское культурно-просветительное общество «Романо кхэр» («Цыганский дом»). Затем возникли другие цыганские организации.
С конца XX века усилились процессы миграции цыган в Западную Европу и Россию и одновременно наблюдался рост антицыганских настроений, приведших к их маргинализации. Распад СССР в целом негативно повлиял на социально-экономическое положение цыган, особенно в бывших национальных республиках. В результате усиления цыганских миграций в сторону крупных российских мегаполисов цыганское население России стало ещё более многочисленным и разнообразным: помимо «автохтонной» группы русских цыган (руска рома) в России появились и новые группы молдавских и венгерских цыган (мадьяры), а также среднеазиатских цыган-мусульман (мугаты, люли).
В 1999 году создана общероссийская общественная организация «Федеральная национально-культурная автономия российских цыган».
В 2013 году Правительство Российской Федерации приняло Комплексный план мероприятий по социально-экономическому и этнокультурному развитию цыган Российской Федерации.
Часто масштабы цыганской преступности и процент цыган, вовлечённых в криминальную деятельность, существенно преувеличиваются. В российских дореволюционных источниках упоминания о цыганах-заключённых встречаются лишь эпизодически. В первом послевоенном десятилетии доля цыган среди осуждённых практически соответствовала их проценту в общем населении СССР. В настоящее время в местах лишения свободы процент цыган среди заключённых также небольшой. Тем не менее, отдельные случаи преступлений, совершаемых цыганами, раздуваются СМИ, а иногда и фальсифицируются.
В России к 2000 году большинство цыган имело среднее образование. Возник социальный слой цыган, занятых в нетрадиционных областях: врачи, юристы, инженеры, учителя, работники сферы обслуживания. Выделилась немногочисленная цыганская интеллигенция. В России отсутствует раздельное обучение цыган и нецыган, что имеет место в ряде стран Восточной Европы, нет дискриминации при приёме в высшие учебные заведения.
В России имеют место многочисленные случаи притеснения цыган. Цыгане подвергаются насильственным выселениям, им зачастую трудно получить документы, включая паспорта, зарегистрироваться по месту пребывания. В нарушение права ребёнка на получение образования, цыганские дети часто не имеют доступа к школьному обучению из-за отсутствия регистрации. По той же причине цыгане испытывают трудности в получении медицинской помощи. Цыгане регулярно становятся жертвами полицейского произвола и насилия, причём чаще всего эти случаи не получают общественной огласки и по ним не проводится расследований. В отношении цыган почти никогда не применяется принцип презумпции невиновности. В большинстве случаев цыгане не могут защитить свои права по причинам бедности и юридической неграмотности, а также традиционного страха перед государственными органами. Действует замкнутый круг: цыгане дают взятки за прекращение уголовных дел, а милиция (полиция) задерживает всё больше цыган, поскольку из-за отсутствия правовых знаний они скорее всего предпочтут откупиться, чем нанимать адвоката. Статус цыган в России не определён, они не считаются коренным малочисленным народом, не признаны национальным меньшинством, а следовательно не имеют возможности получать льготы и иную помощь со стороны государства, предусмотренную для этих групп. Котляры почти не учатся в вузах, русских цыган с высшим образованием значительно больше. Цыгане слабо вовлечены в научную деятельность. Так, абсолютное большинство российских цыгановедов сами не являются цыганами.
В российских школах в отношении цыганских детей фактически действует негласная сегрегация. Как правило, цыганские дети учатся в отдельных, так называемых «цыганских классах». Лишь небольшая часть цыганских детей имеет возможность окончить школу, даже начальную. Решить эти проблемы родители обычно не могут, так как в случае жалоб с их стороны местная администрация может ликвидировать не зарегистрированные цыганские дома. Степень защиты цыганами своих прав зависит от конкретной группы цыган. Так, некоторые русские цыгане чаще отстаивают свои права: они живут по одной-две семье и более независимы друг от друга. Напротив, котляры часто живут большими общинами, и ими легче манипулировать. Они, как правило, мирно настроены, не желают иметь проблем с «внешним миром» и в большей степени заинтересованы сохранить жилье, чем бороться за то, чтобы ребёнок учился в школе.
Летом и осенью 1998 года на московском рынке в Лужниках произошли массовые избиения цыганских торговцев, включая женщин, а также цыганских детей. Одна женщина погибла. В Вышнем Волочке сотрудники милиционеры вывозили в лес и избивали М. Минина и А. Белякова. Под угрозой применения огнестрельного оружия их заставляли сознаться в преступлении. Доведённый до отчаяния Минин выбросился из окна служебного кабинета милиции и сломал позвоночник. Против сотрудников милиции были возбуждены уголовные дела. Так, в 1997 году в Костроме следователь сфальсифицировал против цыганки З. Вишнецкой уголовное дело с целью вымогательства взятки. Преступник был приговорён к шести годам лишения свободы.
1 июля 2011 года произошло массовое столкновение со стрельбой между местными жителями посёлка Сагра, находящегося в 40 км от Екатеринбурга, и приехавшей из Екатеринбурга бандой. Причиной перестрелки стал конфликт между жителями посёлка и переселившейся в посёлок цыганской семьёй.
Общественная коллегия по жалобам на прессу в качестве антицыганского рассматривает документальный фильм российского тележурналиста Бориса Соболева «Бремя цыган» 2016 года, показанный на государственном телеканале «Россия-1», поскольку, в частности, фильм пропагандирует стереотип об имманентной связи цыган с криминальной средой, идею о том, что весь цыганский этнос является преступным, а отдельные эпизоды фильма очерняют цыганскую творческую интеллигенцию. В фильме были выявлены манипулирования фактами, статистическими данными, мнениями и явные признаки ксенофобии.
13 июня 2019 года в селе Чемодановке Пензенской области России между местными жителями и цыганами вспыхнул конфликт, который перерос в массовую драку, в ходе чего погиб местный житель и несколько человек пострадали. На следующий день жители села вышли на народный сход и перекрыли федеральную трассу М-5 «Урал». Сельчане потребовали наказать убийц и выселить цыган из-за опасения повторного нападения. Цыгане выехали из Чемодановки и соседнего села Лопатки. В июле 2019 года они начали возвращаться в оба населённых пункта.
Согласно отчёту антидискриминационного центра «Мемориал», результатом вооружённого конфликта на востоке Украины (с 2014 года) стала серия цыганских погромов, в том числе спровоцированных властями. Большое число цыганских семей пострадало от обстрелов и погромов в Донецке и Луганске. Зафиксированы случаи захвата в заложники детей, захвата жилья, отнятие собственности, избиений, отказа в оказании медицинской помощи. Часто власти лишают цыган возможности покинуть зону боевых действий. Однако многие цыгане бежали в приграничные и центральные регионы России. В нарушение Женевской конвенции о статусе беженцев они лишены возможности остаться в России легально, подать документы на временное убежище, и поэтому не могут получить легальную работу, медицинскую помощь, жильё, образование для детей. Многих выдворяют обратно. Как на Украине, так и в России цыгане постоянно сталкиваются с дискриминацией по национальному признаку.

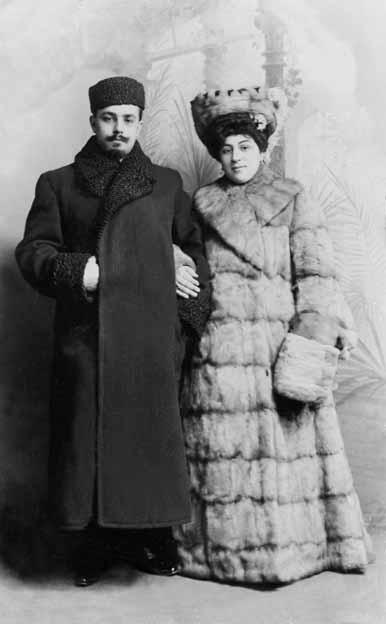
Семья московских цыган Мерхоленко
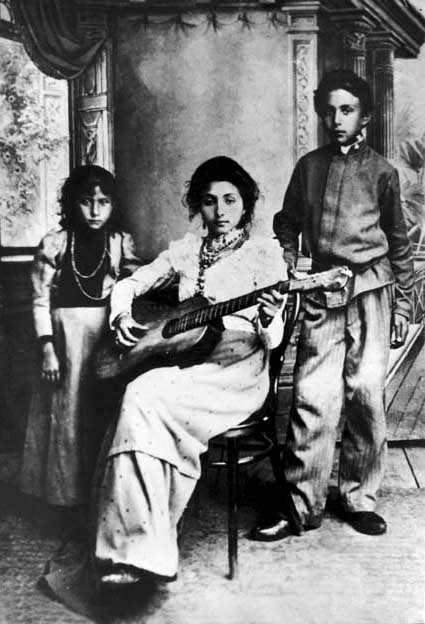
Цыгане из города Нового Оскола, начало XX века
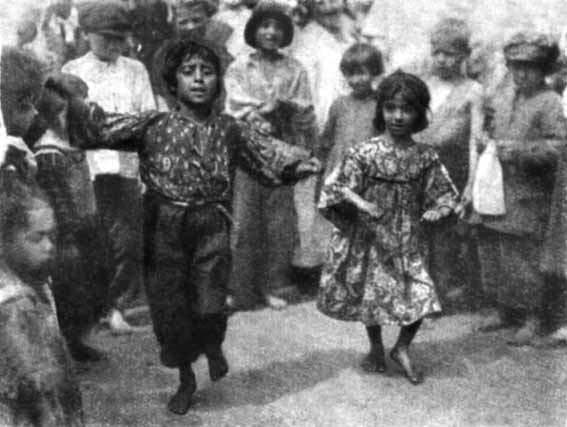
Дети пляшут на московских улицах, 1925
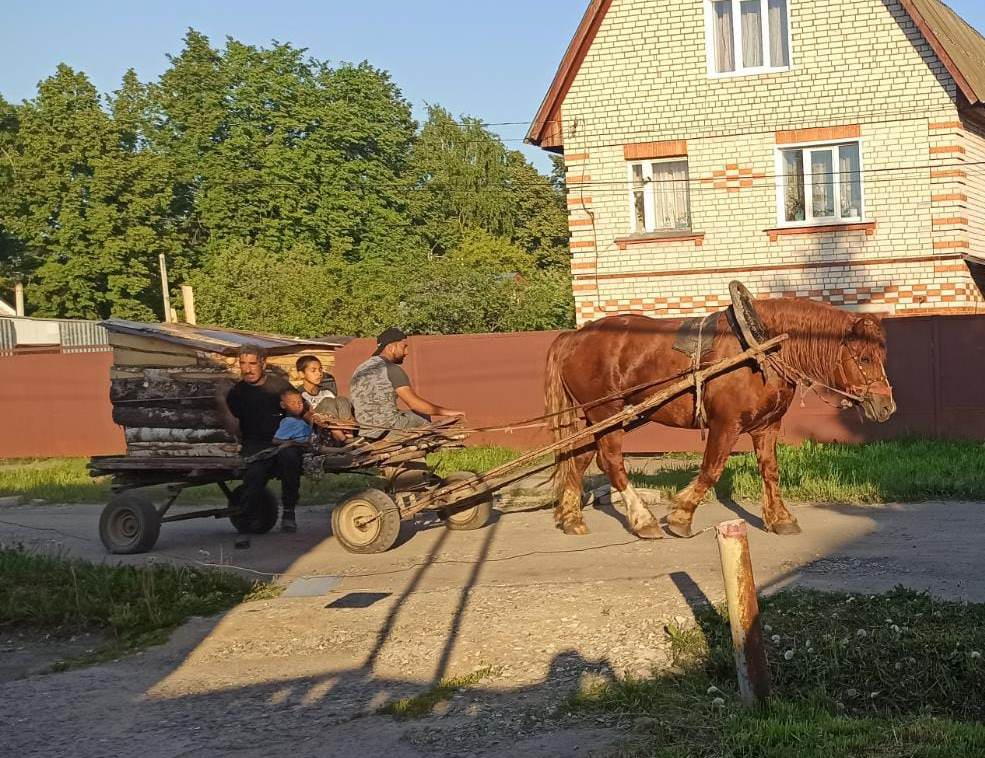
Цыгане из города Кинешма, Ивановская область

## Этнические группы
В России проживают различные этнические группы цыган:
- русские цыгане (руска рома), потомки цыган, мигрировавших в XVIII веке из Германии и Польши; субэтнические группы: псковска рома, смоленска рома, сибирска рома и др.;
- выходцы из Валахии — влахи, самоназвание — влахуря; субэтнические группы: астраханские, пятигорские, ставропольские влахи и др.;
- выходцы из Молдавии — кишинёвцы; субэтнические группы: донские кишинёвцы, брыздяя в Центральной России и др.)
- выходцы с Балкан — сэрвы — от «сербы», по другой версии, — от рум. «крепостные»; субэтнические группы: поволжские сэрвы и украинские — коваля и хохлы;
- крымские цыгане — татарские цыгане, татарче, хорахая, аюджи — медвежатник; самоназвания — крымитика рома, крымуря[2].
- среднеазиатские цыгане — появились в России с начала 2000-х годов.

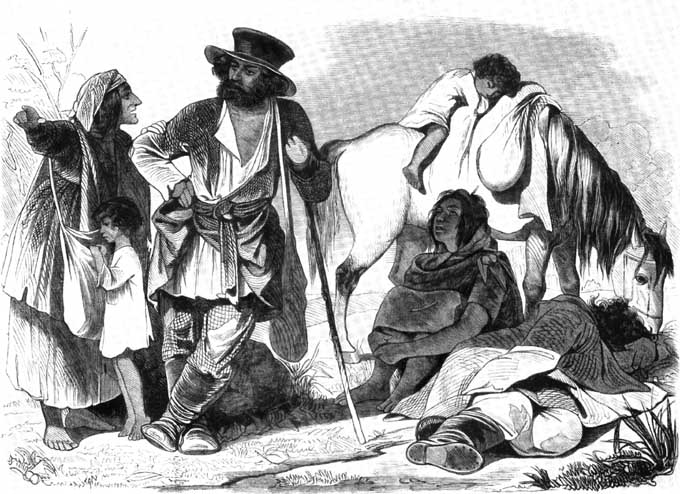
Руска рома. Ксилография, 1850
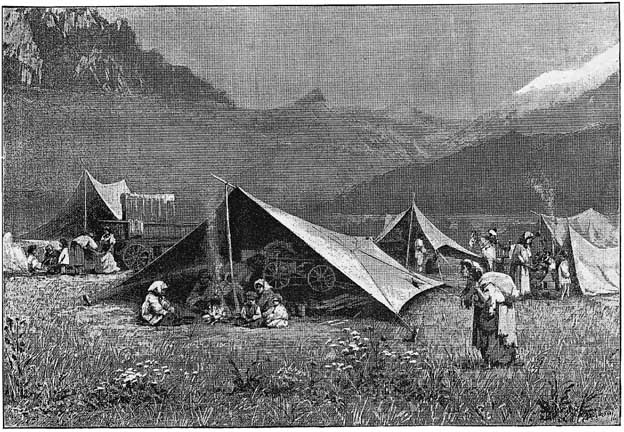
Палатка русских цыган на Кавказе. Зарисовка Козачинского, 1890
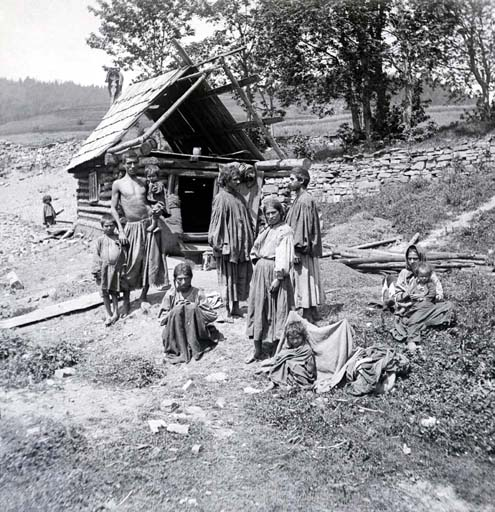
Цыгане из Галиции, около 1895
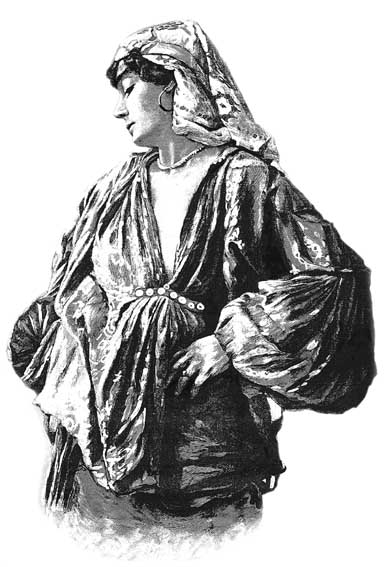
Станислав Масловский. Польская цыганка. Гравюра, 1892
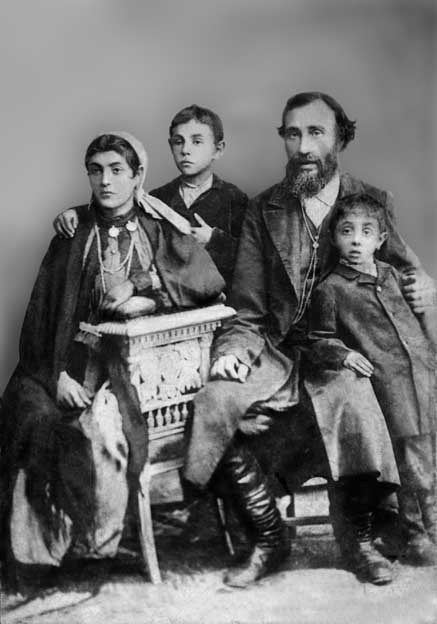
Сэрвицкая семья Гусаковых, конец XIX века
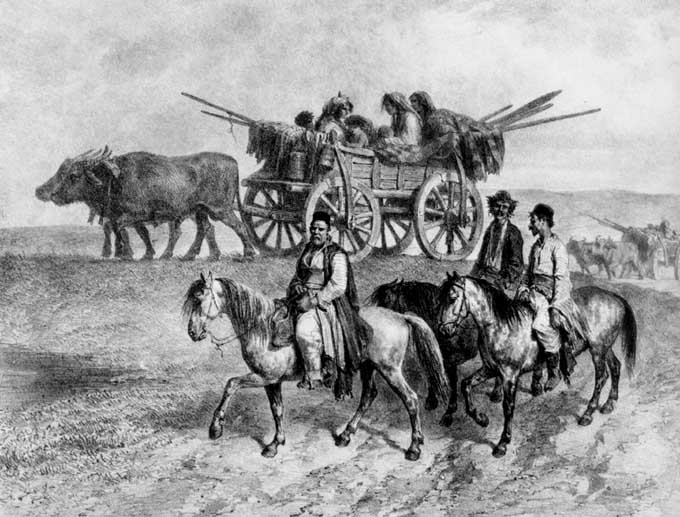
Дени Раффе. Кочующие цыгане в Молдавии. Литография, 1837
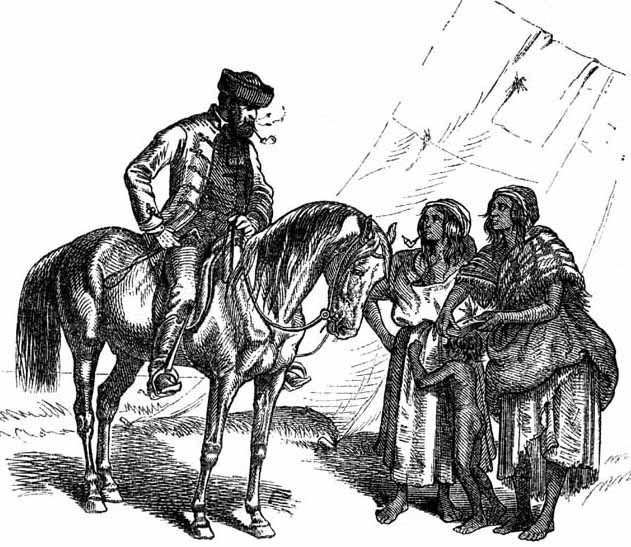
Бессарабские цыганки и помещик. Ксилография XIX века
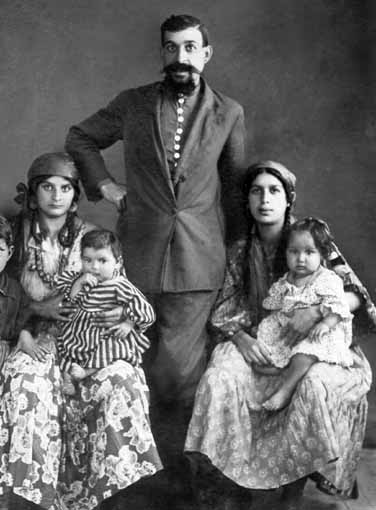
Кэлдэрарская семья в Москве, 1930-е годы
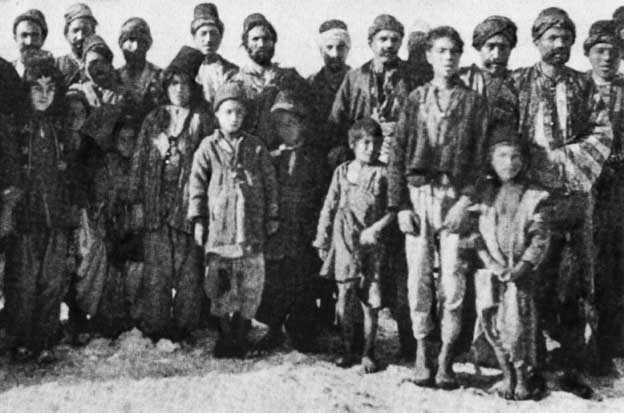
Боша (армянские цыгане), 1926
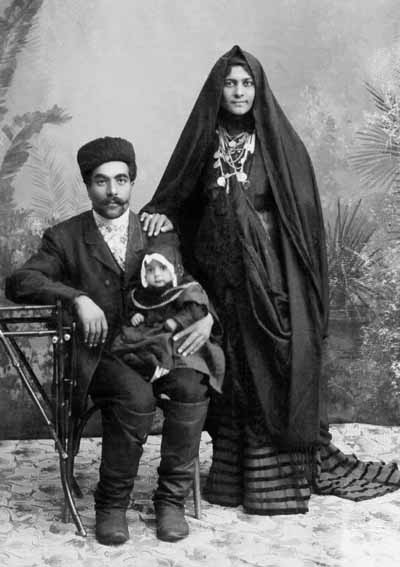
Семья крымских цыган
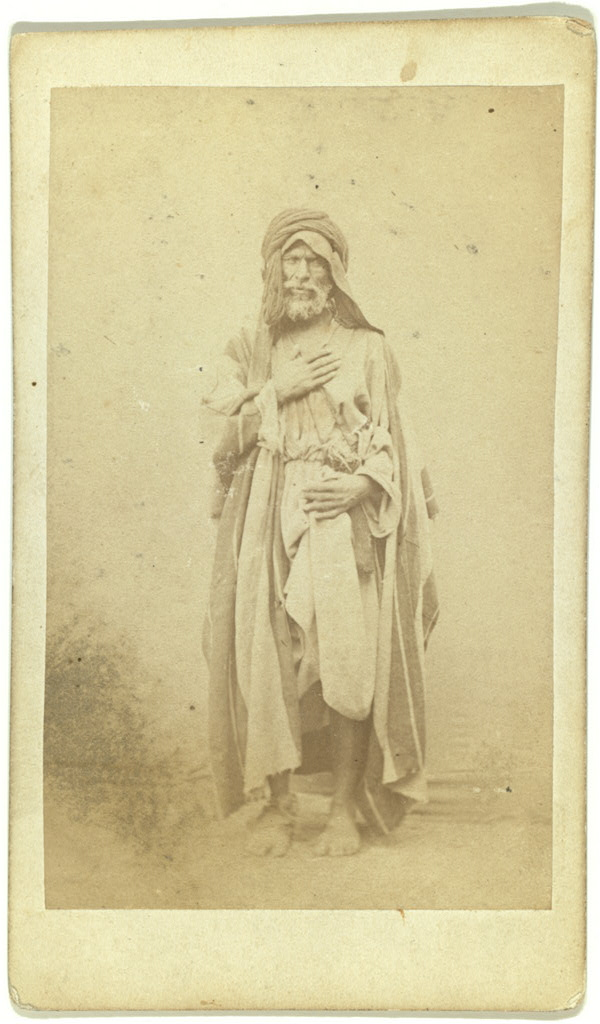
Кавказский цыган

## Кочевья и оседлость
Основные закономерности цыганского номадизма в России включают сезонность, связь особенностей кочевания с хозяйственными занятиями, а также проживание и кочевание в ареале российских земледельческих народов. Специфика кочевого быта и мобильности российских цыган зависела от ряда факторов, включая особенности традиционных занятий конкретной группы, сформировавшихся кочевых традиций, взаимодействия с соседним иноэтническим населением, нормы законодательства, которые регулировали и 
ограничивали передвижение, время формирования конкретной этнической группы в России и особенности её адаптации к местным социально-экономическим и этнокультурным реалиям. Формировались группы оседлых цыган, что опровергает миф о «кочевании» как универсальной цыганской характеристике. 
Выделяется модели кочевой культуры: локальная — у некоторых старожильческих групп (проживают на постоянном месте, уходят на кочевье в летний период и возвращаются к прежнему месту к зиме); региональная, которая характерна для большинства старожильческих групп, в первую очередь — русских цыган; масштабная российская модель кочевий — характерна для кэлдэраров. В сложившихся формах с вариативностью эти модели действовали до середины XX века.

## Демография
В начале XXI века по уровню фертильности цыгане в России уступают лишь ингушам и опережают чеченцев. С 2002 по 2010 год, согласно переписям населения, число цыган в России увеличилось со 182,8 до 205,0 тысяч человек. Согласно оценкам, приведённым в БРЭ (около 2017), в России проживает до 800 тысяч цыган. По оценкам Федеральной национально-культурной автономии российских цыган (около 2016), в России проживает более миллиона представителей цыганского народа. Согласно Всероссийской переписи населения 2021 года, численность проживающих в России цыган составляет 173,4 тыс. человек.

## Расселение

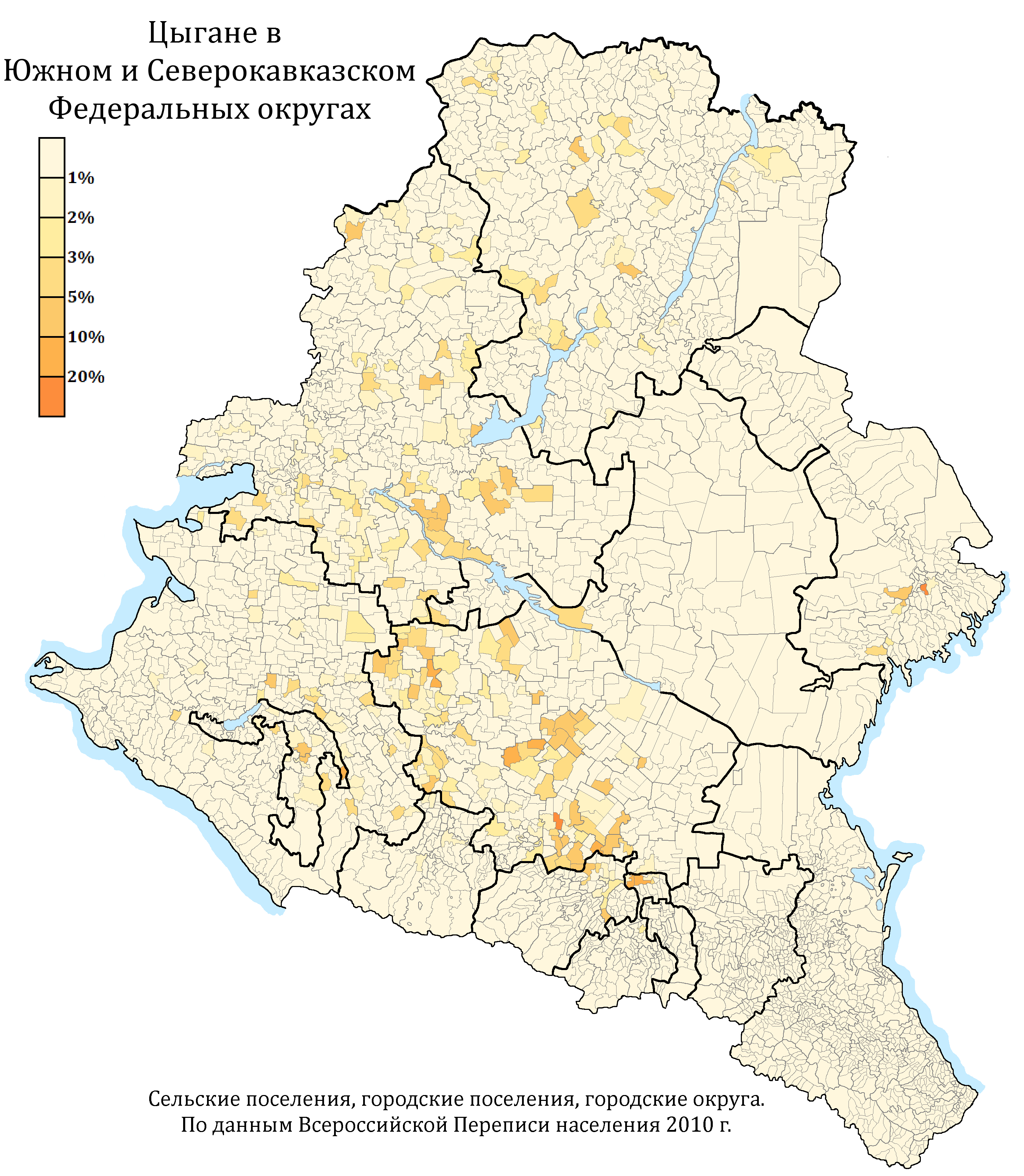
Расселение цыган в ЮФО и СКФО по городским и сельским поселениям в %, перепись 2010 года

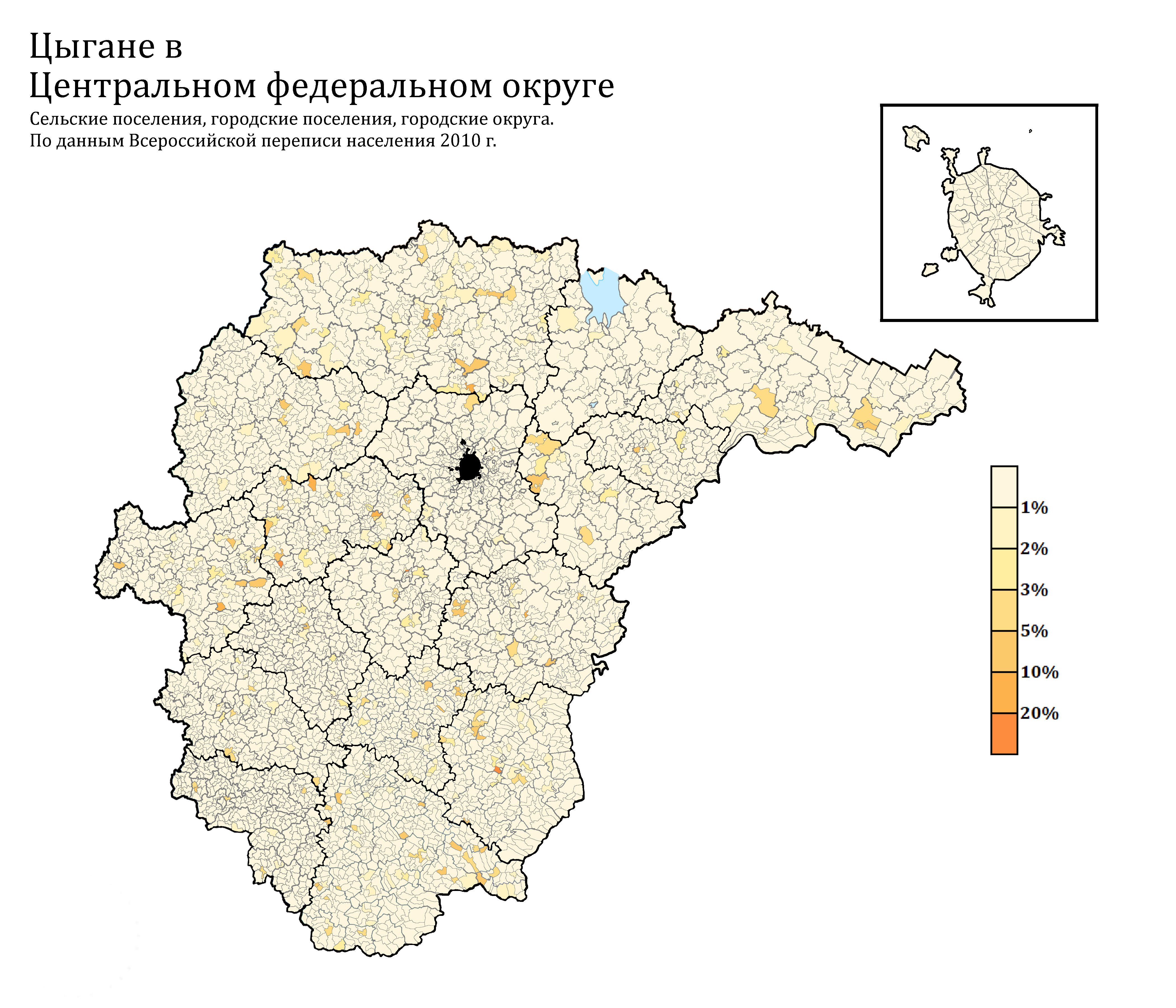
Расселение цыган в ЦФО по городским и сельским поселениям в %, перепись 2010 года

До 90 % цыган проживают в Европейской части страны и на Урале. В Сибири и на Дальнем Востоке в результате ссылок сформировалась местная группа сибирских цыган (сибирска рома). Цыгане в целом тяготеют к южным регионам страны. К примеру, плотность цыганского населения в трёх южных регионах страны (Ростовской области, Краснодарском и Ставропольском краях) превышает среднюю по стране в 4 раза, а в Ставропольском крае — в 7 раз. В 1970-х годах у цыган появилась растущая тенденция к своеобразной субурбанизации, выражающейся в стремлении организовать свои небольшие кварталы из частных домов в малоэтажных пригородах крупных российских городов, совмещая таким образом преимущества городской и сельской жизни. Кочевой образ жизни сохраняют лишь относительно недавно появившиеся в России среднеазиатские цыгане-люли, но и здесь он до недавних пор совмещался с периодическим возвращением на родину для сбора осеннего урожая.

## Культура
В России в XVIII—XIX веках имели распространение так называемые цыганские хоры, поющие в русской подголосочной манере, но с сохранением характерной для таборной музыки ладовой окраски и в сопровождении гитар. Первый такой хор был создан в 1774 году по распоряжению граф А. Г. Орлова-Чесменского в подмосковном селе Пушкино. До настоящего времени сохраняется пение на эстраде цыганского романса. В Москве действует цыганский театр «Ромэн». К числу известных российских цыганских музыкантов принадлежат скрипач Михаил Эрденко, певец Николай Сличенко.

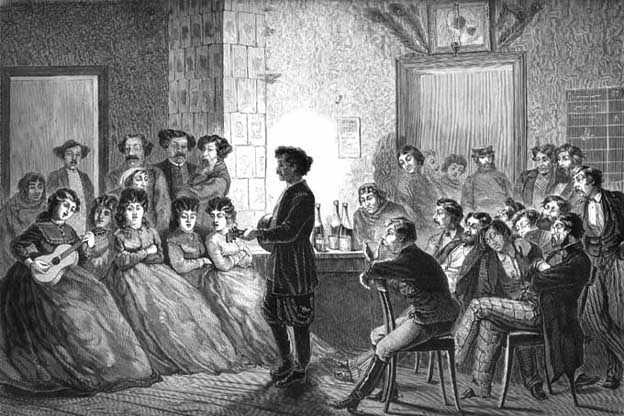
Хор цыган во время ярмарки в Харькове. Гравюра Л. Серякова по наброску В. Шрейдера, 1871
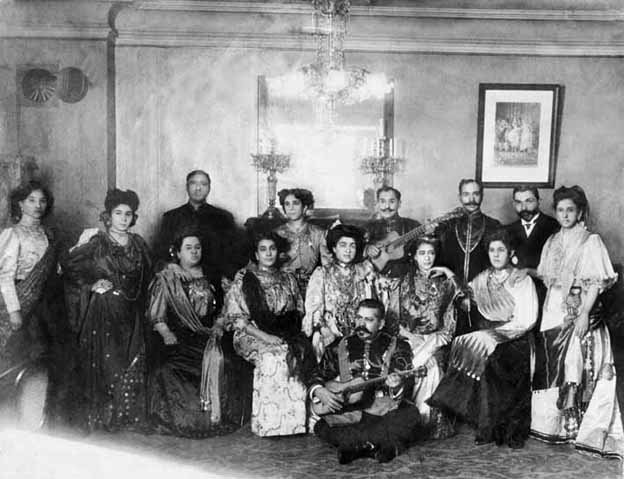
Московский цыганский хор, руководитель Иван Григорьевич Лебедев
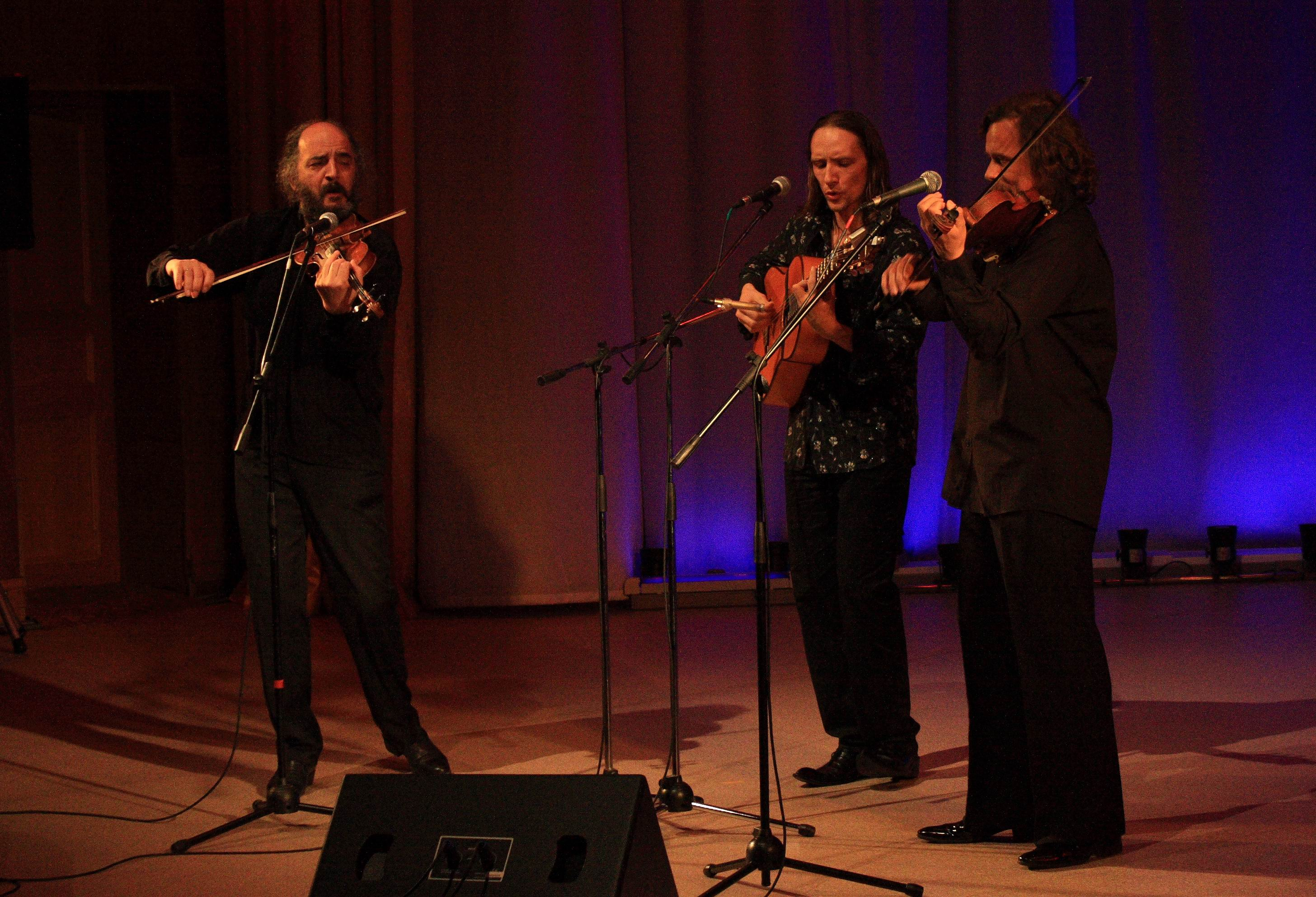
Музыкальная группа «Лойко»